# Абдрахманов, Данияр Мавлиярович
Данияр Мавлиярович Абдрахманов (баш. Абдрахманов Данияр Мәүлийәр улы; 25 ноября 1980 года) — ректор Башкирской академии государственной службы и управления при Главе Республики Башкортостан, кандидат философских наук, доцент.

## Краткая биография
Абдрахманов Данияр Мавлиярович родился в городе Уфе Башкирской АССР 25 ноября 1980 года. В 2003 году окончил факультет философии и социологии Башкирского государственного университета по специальности «Социальное дело». Также в 2003 году поступил в аспирантуру при кафедре философии Башкирского государственного университета и окончил ее в 2006 году.
В 2002—2003 и 2005—2006 гг. был стипендиатом Президента Республики Башкортостан.
В 2002—2003 гг — стипендиат фонда В. Потанина.
С 2004 г. по 2007 г. — ассистент, старший преподаватель кафедры социальной работы на факультете философии и социологии БашГУ.
С 2005 г. по 2007 г. — младший научный сотрудник, научный сотрудник, научный секретарь Центра изучения национальных и языковых отношений Академии наук Республики Башкортостан.
С 2007 по 2008 г. — заместитель директора ГНУ «Институт гуманитарных исследований» АН РБ.
С 2007 по 2016 г. — доцент филиала Российского государственного социального университета в г. Уфе и заместитель директора по научной работе (2014—2015).
С апреля 2008 г. по февраль 2009 г. — и. о. директора ГНУ «Институт гуманитарных исследований Академии наук Республики Башкортостан».
С февраля 2009 года по февраль 2016 г. — заместитель директора ГНУ «Институт гуманитарных исследований Академии наук Республики Башкортостан».
С февраля 2016 года — директор Межведомственного научно-исследовательского центра развития мусульманского образования Башкирского государственного педагогического университета имени М. Акмуллы.
С июля 2017 года — директор Научно-исследовательского института духовной безопасности и развития религиозного образования Башкирского государственного педагогического университета имени М. Акмуллы.
С марта 2019 года по январь 2021 года — ректор Болгарской исламской академии (Татарстан) (высшая ступень исламского образования в России).
2020 год — Башкирский государственный педагогический университет магистр (по психолого-педагогическому образованию).
Руководитель Государственных научно-технических программ Республики Башкортостан на 2007—2016 гг., грантов Российского фонда фундаментальных исследований и Российского гуманитарного фонда.
Один из разработчиков Концепции профилактики наркомании, алкоголизма и табакокурения в Республике Башкортостан на 2007—2009 гг., Программы профилактики наркомании на 2006—2010 гг., 2010—2014 гг., республиканской программы «Башкиры Российской Федерации», историко-культурного атласа Республики Башкортостан «Башкортостан», Концепции седьмого тома «История башкирского народа»; проекта Концепции государственной политики Республики Башкортостан в области межэтнических отношений (2012 г.), Государственной программы сохранения, изучения и развития языков народов РБ на 2012—2016 гг. (2011 г.), Государственной программы укрепления гражданского единства и межнационального согласия в РБ и др.
Д. М. Абдрахманов разработал специальные курсы: «Проектирование, прогнозирование и моделирование в социальной работе» «Основы социальной наркологии», «Технология социальной работы с наркозависимыми», «Основы социального прогнозирования», «Технология социальной работы», « Основы социальной работы в пенитенциарной системе», «Кадровое управление», «Духовная безопасность и профилактика экстремизма» и пр.
Совместно с Управлением Федеральной службы Российской Федерации по контролю за оборотом наркотиков по Республике Башкортостан проводит масштабную работу по разработке эффективных технологий профилактики наркомании.
Автор более 180 научных публикаций, в том числе монографий и учебных пособий.
Хорошо знает английский и турецкий языки. В семье растут две дочери.
С 25 марта 2021 года — ректор Башкирской академии государственной службы и управления при Главе Республики Башкортостан (ГБОУ ВО «БАГСУ».

## Области научных исследований
Области научных исследований: социальная философия, социология девиантного поведения, миграция, профилактика наркомании, межконфессиональные отношения и профилактика экстремизма.
Член рабочей группы по совершенствованию законодательства при Антинаркотической комиссии Республики Башкортостан.
Член рабочей группы при Министерстве образования и науки РФ.
Главный редактор научного журнала «Образование и духовная безопасность».
С 2012 г. по 2016 г. — Председатель Общественного совета УФСКН РФ по РБ.
С 2007 г. по 2016 г. — Председатель Совета молодых ученых Академии наук Республики Башкортостан.
Член Совета при Президенте Республики Татарстан по межнациональным и межконфессиональным отношениям (2020).

## Почетные звания и другие награды
- Стипендиат Президента Республики Башкортостан на (2002—2003 гг. (как студент) и 2005—2006 гг. (как аспирант).
- Стипендиат фонда В. Потанина (2002—2003 гг).
- Стипендиат Ученого совета Башкирского государственного университета (2007 г.).
- Грант Правительства Республики Башкортостан молодым ученым (2007 г., 2013 г.).
- Лауреат (Диплом I степени) Молодежной премии Республики Башкортостан им. генерал-лейтенанта полиции В. И. Кокина за значительный вклад в разработку целевых республиканских программ, проведение научных исследований, подготовку и реализацию социальных проектов и программ по профилактике наркомании и реабилитации наркозависимых (2013 г.).
- Лауреат Государственной республиканской молодежной премии Республики Башкортостан в области науки и техники. (2014 г.).
- Почетная грамота Федеральной службы по контролю за оборотом наркотиков России (2016 год).
- Ветеран труда (2015 год).